# Bürgerrat Klima
Der Bürgerrat Klima war ein losbasierter Bürgerrat unter der Schirmherrschaft von Bundespräsident a. D. Horst Köhler, bestehend aus 160 Bürgern, die an zwölf Sitzungen zwischen dem 26. April und dem 23. Juni 2021 Empfehlungen für die Klimapolitik Deutschlands erarbeiteten. Die zivilgesellschaftliche Initiative wurde von zahlreichen Organisationen unterstützt. Adressat waren die Parteien des Bundestages bzw. die nach der Bundestagswahl im Herbst 2021 neue Regierung, die die Empfehlungen des Bürgerrats Klima berücksichtigen und umsetzen sollte.
Die Problemstellung für den Bürgerrat Klima war, wie Deutschland die Ziele des Pariser Klimaschutzabkommens unter Berücksichtigung gesellschaftlicher, wirtschaftlicher und ökologischer Gesichtspunkte erreichen kann. Behandelt wurden insbesondere die ausgewählten Handlungsfelder Verkehr, Gebäude und Wärme, Energieerzeugung und Ernährung. Die Empfehlungen des Bürgerrats wurden im Herbst 2021 allen Parteien des deutschen Bundestages und der neuen Regierungskoalition in Form eines Bürgergutachtens überreicht.

## Hintergrund
Der Bürgerrat Klima wurde im Dezember 2020 gemeinsam vom Verein BürgerBegehren Klimaschutz (BBK) und den Scientists for Future initiiert, basierend auf einem Aufruf der Scientists for Future, der sich für einen ersten losbasierten Bürgerrat Klima noch im Jahr 2021 aussprach. Zur inhaltlichen Vorbereitung des Bürgerrats wurde im Auftrag vom BBK das „Handbuch Klimaschutz“ erstellt. Gleichzeitig wurde damit begonnen, weitere zivilgesellschaftliche Organisationen zur Unterstützung zu gewinnen. Inhaltlicher Auftrag für den Bürgerrat Klima war es, innerhalb der rechtlich geltenden Vorgaben des Pariser Klimaschutzabkommens für Deutschland der Politik Empfehlungen aufzuzeigen, die die Einhaltung der Verpflichtungen aus dem Klimaabkommen sicherstellen und einen möglichst großen Effekt auf den Klimaschutz in Deutschland bzw. anderen Ländern in der Welt erzielen. Fragen der sozialen, ökonomischen und ökologischen Verträglichkeit sollten dabei berücksichtigt werden. Die lebhafte Debatte um das Bundes-Klimaschutzgesetz bildete den Hintergrund.
Vorbild waren Bürgerräte zum Thema Klimaschutz in anderen europäischen Ländern (Frankreich, Großbritannien, Dänemark), sowie die beiden vorherigen Bürgerräte in Deutschland, nämlich der Bürgerrat Demokratie und der Bürgerrat Deutschlands Rolle in der Welt. Im Unterschied zu Klima-Bürgerräten in anderen Ländern war der Bürgerrat Klima zivilgesellschaftlich nach dem Bottom-up-Prinzip organisiert, ohne formelle Anbindung an politische Institutionen. Der in das Vorfeld der Bundestagswahlen 2021 gelegte Zeitraum sollte gewährleisten, dass die Ergebnisse des Rates auf die Wahlen und die neue Bundesregierung einwirken konnten.

## Zusammensetzung

### Schirmherrschaft
Bundespräsident a. D. Horst Köhler war der Schirmherr des Bürgerrats Klima. In einer Pressemitteilung erklärte er zu dessen Notwendigkeit:
„Schaffen wir es, die Lebensbedingungen auf unserem Planeten langfristig und für alle Menschen verträglich zu erhalten, indem wir verändern, wie wir produzieren, konsumieren, leben? Wenn Deutschland die Ziele erreichen will, zu denen es sich 2015 im Klimaabkommen von Paris verpflichtet hat, ist eine große gesellschaftliche Veränderungsbereitschaft vonnöten. Darum ist es so wichtig, dass Bürgerinnen und Bürger an der Suche nach Lösungen beteiligt werden – und dass die Politik ihre Vorschläge ernst nimmt.“

### Trägerschaft
Träger des Bürgerrats Klima ist der gemeinnützige Verein BürgerBegehren Klimaschutz e. V. Der Verein wurde 2008 gegründet mit dem Ziel, kommunale Klimaschutzmaßnahmen durch die Initiierung von Bürgerbegehren und Bürgerentscheiden zu fördern. Der Träger ist verantwortlich für die Finanzierung der Durchführung des Bürgerrats, betreibt die Presse- und Öffentlichkeitsarbeit sowie die Einbindung von Politik und Zivilgesellschaft.

### Unterstützerkreis
Der Bürgerrat Klima wird von einem Kreis aus über 60 zivilgesellschaftlichen Organisationen und Verbänden aus vielen Bereichen der Gesellschaft unterstützt. Die Mitglieder des Unterstützerkreises befürworten Idee und Zielsetzung des Bürgerrats Klima und setzen sich dafür ein, dass die Ergebnisse bei den Verhandlungen des Koalitionsvertrages und in der Arbeit der neu gewählten Regierung berücksichtigt werden.

### Teilnehmende
In einem gestaffelten Losverfahren wurden zunächst einige tausend Bürger mit zufällig ausgewählten Telefonnummern kontaktiert. Aus dieser Menge wurden dann – in mehreren Schritten und nach vorgegebenen demografischen Merkmalen – die 160 Teilnehmer so ausgewählt, dass sie die deutsche Gesellschaft möglichst gut abbildeten.
Hinsichtlich der Merkmale Alter, Geschlecht, Schulabschluss, Größe des Wohnorts, Bundesland und Migrationshintergrund bildeten die Teilnehmer nahezu den Bevölkerungsdurchschnitt ab; so waren im Verhältnis in etwa so viele alte und junge Menschen im Bürgerrat vertreten wie in der Gesamtbevölkerung. Die Teilnehmer wurden auch gefragt, wie wichtig ihnen Klimaschutz ist. In diesem Kriterium bildete der Rat nicht die Gesamtbevölkerung ab: So bezeichneten nur 2 % der Teilnehmer Klimaschutz als gar nicht wichtig für sich, während dies in der Gesamtbevölkerung etwa 11 % sind. Ernst Ulrich von Weizsäcker nennt als möglichen Grund, dass diese Gruppe keine Motivation zur Teilnahme habe.

## Durchführung

### Institute
Die drei Institute ifok, nexus und das Institut für Partizipatives Gestalten führten den Bürgerrat durch und sollten einen inhaltlich neutralen und ergebnisoffenen Prozess sicherstellen. Sie hatten gemeinsam bereits den Bürgerrat Deutschlands Rolle in der Welt ausgerichtet.

### Finanzierung
Die Kosten der Leistungen der Institute für die Planung und Durchführung des Bürgerrats Klima betrugen 1,9 Mio. Euro und wurden durch Zuwendungen von Stiftungen finanziert, darunter die Schöpflin Stiftung, Open Society Foundations, GLS Treuhand und Deutsche Postcode Lotterie. Hinzu kamen Kosten für die Kommunikation und Öffentlichkeitsarbeit der Träger.

### Wissenschaftliches Kuratorium
Wissenschaftlich beraten wurde der Bürgerrat von Wissenschaftlern verschiedenster Disziplinen sowie durch Experten aus den unterschiedlichen Themenbereichen des Bürgerrats. Geleitet wurde das Kuratorium von Ortwin Renn, wissenschaftlicher Direktor am Institut für transformative Nachhaltigkeitsforschung (IASS), Potsdam.

### Beirat
Der Beirat des Bürgerrats Klima bestand aus ausgewählten Vertretern aus Wirtschaft, Sozial- und Umweltverbänden, Zivilgesellschaft, Religionsgemeinschaften sowie anderen Interessensverbänden. Sie sollten die Zivilgesellschaft repräsentieren, den Prozess beobachten und auf inhaltliche Ausgewogenheit achten. Außerdem waren Fachleute und Fachorganisationen für Bürgerbeteiligung im Beirat vertreten, die die Qualität der Durchführung sichern und beraten sollten.

### Inhaltlicher Rahmen
Vorab war im Frühjahr 2021 der inhaltliche Rahmen erarbeitet worden, in dem der Bürgerrat seine Empfehlungen ausarbeiten sollte. Als Basis dienten Vorschläge von Wissenschaftlern, Politikern und Organisationen sowie eine bundesweite Meinungsumfrage. Das wissenschaftliche Kuratorium wählte vier Handlungsfelder aus: Mobilität, Gebäude und Heizung, Energieerzeugung und Lebensmittelerzeugung. Die Mitglieder des Bürgerrats konnten auch noch während der Beratungen Themen vorschlagen.
Je 40 Teilnehmer wurden einem der vier vorgegebenen Handlungsfeldern zufällig zugeordnet. In den Handlungsfeldern sollten Leitlinien und Empfehlungen erarbeitet werden, über die dann der gesamte Rat abschließend abstimmte.

### Sitzungen
Die Teilnehmer nahmen zwischen dem 26. April und 23. Juni an zwölf Sitzungen teil. Zukunftsbilder und Leitsätze waren das vorläufige Ergebnis der ersten drei Sitzungen. Anschließend befassten sich vier Arbeitsgruppen mit Empfehlungen in den Handlungsfeldern Energie, Mobilität, Gebäude und Wärme sowie Ernährung. Das themenübergreifenden Instrument der CO2-Bepreisung wurde in Vollversammlungen unter dem Titel Instrumente der Transformation diskutiert, zudem gab es Bewertungen durch das wissenschaftliche Kuratorium. Über die Empfehlungen aus den Arbeitsgruppen wurde abschließend im Plenum abgestimmt und eine endgültige Fassung der Zukunftsbilder und Leitsätze formuliert. Das Vorgehen und die Ergebnisse wurden nach der letzten Sitzung in einem Gutachten zusammengeführt, das im Herbst 2021 allen im Bundstag vertretenen Parteien übergeben wurde.

## Ergebnisse

### 10 Leitsätze für die Transformation
1. Das 1,5-Grad-Ziel hat oberste Priorität.
2. Der Klimaschutz dient dem Allgemeinwohl und hat Priorität vor Einzelinteressen.
3. Für jedes Handeln, das Auswirkungen auf das Klima hat, muss Aufklärung und Transparenz gegeben sein.
4. Für die Klimawende müssen alle Verantwortung übernehmen und zu Veränderung bereit sein.
5. Klimaschutz muss Bestandteil aller Bildungsangebote sein.
6. Die Klimawende muss generationengerecht sein.
7. Die Klimawende muss sozial gerecht sein.
8. Die Klimawende muss global gerecht sein.
9. Die Zukunft der Wirtschaft muss klimaneutral sein.
10. Klimarelevantes Handeln muss direkte Auswirkungen für die Handelnden haben.

### 77 Empfehlungen
Der Bürgerrat legte im Herbst 2021 sein Gutachten „Unsere Empfehlungen für die deutsche Klimapolitik“ vor. Das Gutachten führt die vom gesamten Rat angenommenen insgesamt 77 Empfehlungen der vier Handlungsfelder zusammen.
Der Bayerische Rundfunk hob in einer Zusammenfassung der Ergebnisse einige Empfehlungen beispielhaft heraus.
Im Handlungsfeld Energie waren dies:
- Den Kohleausstieg in Deutschland von 2038 auf 2030 vorzuziehen.
- Mindestens zwei Prozent der Fläche eines jeden Bundeslandes für Photovoltaik und Windenergie bereitzustellen.
- Ab 2022 Photovoltaik auf Dächern von Neubauten verpflichtend zu machen, Bestandsgebäude ab 2023 schrittweise nachzurüsten.
- Auf eine Verlängerung der Lebensdauer von Elektrogeräten hinzuwirken.

Im Handlungsfeld Mobilität empfahl der Rat unter anderem:
- Den Öffentlichen Personennahverkehr unverzüglich auszubauen, zu verbessern und günstiger zu machen.
- In den nächsten fünf Jahren mit 70 % der verfügbaren Infrastruktur-Finanzmittel Gleise und Radverkehr statt Straßen auszubauen.
- Bis 2027, spätestens 2030, keine Verbrenner mehr neu zuzulassen.
- Sofort ein Tempolimit von 120 km/h auf Autobahnen, 80 km/h auf Landstraßen und 30 km/h in Innenstädten einzuführen.
- Die Klimaschäden in Flugtickets einzupreisen und die Mehreinnahmen für den Ausbau des Bahnverkehrs oder eine Pro-Kopf-Rückvergütung zu nutzen.
- Einen Anspruch auf Homeoffice einzuführen, jedoch ohne dass damit ein Zwang für die Mitarbeiter entsteht.

Für das Handlungsfeld Gebäude und Wärme schlug der Rat zum Beispiel vor:
- Alle öffentlichen und behördlichen Gebäude bis 2036 klimaneutral energetisch zu sanieren – ausgenommen nur solche Gebäude, die baulich ungeeignet sind oder deren Nutzung irrelevant ist.
- Die energetische Sanierung von Wohngebäuden zu fördern, wobei die Förderung nach Haushaltseinkommen gestaffelt sein soll.
- Ein Recht darauf zu schaffen, dass erneuerbare Energieträger günstiger sind als fossile.
- Den Einbau von Öl- und Gasheizungen ab 2026 und 2028 zu verbieten.

Empfehlungen im Handlungsfeld Ernährung waren beispielsweise:
- Bis 2030 eine klimafreundliche Landwirtschaft und einen klimafreundlicher Ernährungssektor umzusetzen.
- Eine Agrarwende/einen Strukturwandel in der Landwirtschaft von der konventionellen Landwirtschaft hin zu einer klimafreundlichen Landwirtschaft zu verwirklichen.
- Insbesondere die Fleisch- und Milchproduktion zu verringern und zu verändern.
- Über eine klimafreundliche und gesunde Ernährung nach den Leitlinien der Planetary Health Diet aufzuklären und so insbesondere den weitestgehenden Verzicht auf Fleisch- und Milchprodukte anzuregen.
- Die systematische Überproduktion von Lebensmitteln Deutschland- und EU-weit einzudämmen.
- Eine für alle bezahlbare Grundversorgung mit gesunden Lebensmitteln bis 2030 zu schaffen, indem klimaschädliche Produkte verteuert, klimafreundliche vergünstigt werden.
- Werbung für klimaschädliche und ungesunde Produkte zu verbieten, ganz besonders an Kinder gerichtete.

Im handlungsfeldübergreifenden Thema „Instrumente der Transformation“ sprachen sich die Teilnehmer für eine transparente CO2-Bepreisung in allen wirtschaftlichen und gesellschaftlichen Bereichen aus. Die Einnahmen sollten zweckgebunden so verwendet werden, dass schnell und langfristig mehr Klimaschutz und ein sozialer Ausgleich bewirkt werden. Zum sozialen Ausgleich der Mehrausgaben soll eine Klimadividende eingeführt werden: eine nach Einkommen gestaffelte Klimadividende befürworteten gut 38 % der Abstimmenden, eine in gleicher Höhe pro Kopf verbunden mit einer Senkung der EEG-Umlage 28 %, eine an den Krankenkassenbeiträgen orientierte 13 %. Der Rat empfahl auch, ein „Klimabudget“ pro Bürger anzustreben.
Knapp zwei Drittel der Empfehlungen wurden mit mehr als 90 % Zustimmung angenommen. Einzig die Empfehlung einer City-Maut aus dem Handlungsfeld Mobilität fand mit 51 % Nein-Stimmen keine Mehrheit in der abschließenden Versammlung des Bürgerrats. Drei Empfehlungen zur globalen sozialen Gerechtigkeit erhielten nur 60–70 % Ja-Stimmen.

## Politische Wirkung
Bis 2022 war nur begrenzt eine klimapolitische Wirkung erkennbar; der Soziologe Dieter Rucht, der zu sozialen Bewegungen forscht, schrieb 2023: „Was seine Wirkung angeht, so kann der offiziell gelobte Bürgerrat Klima getrost als Flop bezeichnet werden.“
Politische Parteien hatten vor dem Start des Bürgerrats angekündigt, dass sie dessen Empfehlungen ernsthaft erwägen würden. Das im August 2021 noch regierende Kabinett Merkel IV teilte auf eine Kleine Anfrage der Bundestagsfraktion der Grünen mit, dass es die Empfehlungen des Rates mit Interesse zur Kenntnis genommen habe. Für Entscheidungen über eine Umsetzung verwies es auf die nach den Wahlen im Herbst 2021 neu zu bildende Bundesregierung. Für das Ende 2021 neu gebildete Kabinett Scholz nahm der Staatssekretär des Bundesministeriums für Wirtschaft und Klimaschutz am 28. Juni 2022 an einer öffentlichen Veranstaltung zu der Frage teil, inwieweit die Empfehlungen durch die Bundesregierung umgesetzt werden. Nach Einschätzung des Knowledge Networks on Climate Assemblies (KNOCA, Wissensnetzwerk zu Klimaräten) wurden die Empfehlungen bei den Koalitionsverhandlungen berücksichtigt, danach aber wegen des Russischen Überfalls auf die Ukraine seit Februar 2022 und der damit verbundenen Energiekrise kaum weiter verfolgt.
Interviews mit einem der Organisatoren und einem Mitglied des wissenschaftlichen Kuratoriums zufolge entsprachen Positionen der neuen Bundesregierung aber ohnehin zum guten Teil den Empfehlungen und seien nicht deren Folge. Die Regierung habe versprochen, die Ergebnisse zu berücksichtigen. Die Transformationsforscher Shauna Stack und Erich Griessler werteten dies als Zeichen, dass die Bundesregierung dem Bürgerrat Legitimität zuerkenne. Sie sahen in dem Bürgerrat ein Indiz für eine Zunahme von Elementen deliberativer Demokratie in Deutschland. In ihrem Koalitionsvertrag haben sich die Regierungsparteien des Kabinett Scholz vorgenommen, Bürgerräte zu nutzen und zu konkreten Fragestellungen durch den Bundestag einzuberufen. Diese Vereinbarung wird auch als Folge des Bürgerrats Klima gesehen.
Beratungsgremien der Bundesregierung beriefen sich in ihren Empfehlungen auf die Ergebnisse des Bürgerrates. Das Bündnis Letzte Generation fordert zur Lösung der Klimakrise einen Gesellschaftsrat; der äußere Rahmen des geforderten Rats orientiert sich an dem des Bürgerrats Klima.

## Bewertung
Anlässlich der ersten Sitzung des Bürgerrats verglich die Journalistin Susanne Götze ihn mit dem französischen Klima-Bürgerrat Convention citoyenne pour le climat. Während der deutsche aus der Klimabewegung entstanden sei, sei der französische vom Staatspräsidenten Emmanuel Macron selbst ins Leben gerufen worden, der unter dem Druck der Gelbwestenbewegung stand. Dennoch würden nur 10 % der Empfehlungen des französischen Bürgerrates umgesetzt, als Beispiel nennt sie das Verbot von Inlandsflügen, das nur wenig zum Klimaschutz beiträgt. Sie befürchtete, dass der deutsche Bürgerrat nicht mehr als ein lobenswertes und für die beteiligten Forscher spannendes Experiment werden würde.
Nach Abschluss der Durchführungsphase hoben Teilnehmer des Bürgerrates Lerneffekte und die Kompromisssuche hervor. Gute Information sei wichtig für ihre Entscheidungen gewesen.
Der Umweltwissenschaftler Ernst Ulrich von Weizsäcker hob das Engagement der zufällig gewählten Bürger heraus, das er im Gegensatz zu den Hassbotschaften in sozialen Medien sieht. Das Verfahren des Bürgerrats habe sich gut bewährt. Horst Köhler sah im Bürgerrat ein Zeichen gegen Mutlosigkeit und für die Fähigkeit der Demokratie, solche Krisen zu überwinden. Er warnte davor, die Veränderungsbereitschaft der Bürger zu unterschätzen. Auch dem Erdsystemwissenschaftler Wolfgang Lucht hat der Rat gezeigt, dass die Bürger bereit seien, erhebliche Maßnahmen mitzutragen, und die Politik mutig Klimaschutz betreiben könne. Er wies darauf hin, dass die Ergebnisse des Rates nicht die Ansichten einer Interessengruppe widerspiegeln, sondern Resultat eines freien Aushandlungsprozesses seien.
Die Wissenschaftsplattform Klimaschutz, ein Expertengremium der Bundesregierung, resümierte ähnlich; die Erfahrung zeige Bereitschaft zur Einigung und zu persönlichen Einschnitten. Sie schränkte allerdings ein, dass die Teilnehmer in ihrer Rolle eines Bürgerrates sich eher am Gemeinwohl orientieren als in anderen Kontexten. Sie empfahl in ihrem Jahresgutachten 2021 für die nationale Klimapolitik den weiteren Einsatz von Bürgerräten in Verbindung mit anderen partizipativen Verfahren.
Das interdisziplinäre Gremium Klimaschutz und Energiewende des Vereins deutscher Ingenieure (VDI), Unterstützer des Bürgerrats, analysierte die Empfehlungen. Sie seien ambitioniert und oft nahe an den Positionen des VDI. Das Gremium stimmte insbesondere mit der Empfehlung überein, einen CO2-Preis für die gesamte Wirtschaft und Gesellschaft einzuführen und die Einnahmen für einen sozialen Ausgleich und Klimaschutzmaßnahmen einzusetzen. Ob die Einnahmen aber für alle vom Rat vorgeschlagenen Verwendungszwecke ausreichen, bezweifelte der VDI. Die vom Bürgerrat empfohlenen Zeitpläne zur vollständigen Umstellung des Stromsektors auf erneuerbare Energien bis 2035 und der Primärenergieversorgung zu 90 % bis 2040 schätzte das VDI-Gremium als sehr ambitioniert ein.
Die Politikwissenschaftlerin Ulrike Zeigermann und die Gesundheitswissenschaftlerin Stefanie Ettelt untersuchten auch anhand des Bürgerrats Klima, wie solche deliberativen Ansätze zur Lösung komplexer Probleme beitragen können. Die komplexen Fragen rund um Klimawandel- und politik seien in Handlungsfeldern auf ein handhabbares Maß reduziert worden. Trotzdem seien die Teilnehmer teilweise von der Komplexität überwältigt gewesen. Zeit und Rahmenbedingungen hätten es nicht erlaubt, echte Alternativen zu der in vorgegebenen Bahnen geplanten Herangehensweise zu entwickeln. Sie resümierten, dass in dem praktische Umgang von Bürgern mit dem Klimawandel ein Beitrag zu legitimen politischen Lösungen liege. Jedoch blieben solche deliberativen und Ressourcen-intensiven Initiativen relativ untergeordnet, mit begrenzter Sichtbarkeit und begrenztem Einfluss auf die Politik.